# Maslacq
Maslacq – miejscowość i gmina we Francji, w regionie Nowa Akwitania, w departamencie Pireneje Atlantyckie.
Według danych na rok 1990 gminę zamieszkiwało 738 osób, a gęstość zaludnienia wynosiła 55 osób/km² (wśród 2290 gmin Akwitanii Maslacq plasuje się na 553. miejscu pod względem liczby ludności, natomiast pod względem powierzchni na miejscu 856.).